# 1 أغسطس
- السبت
- الأحد
- الاثنين
- الثلاثاء
- الأربعاء
- الخميس
- الجمعة

- 261 صفر 1447  هـ
- 272 صفر 1447  هـ
- 283 صفر 1447  هـ
- 294 صفر 1447  هـ
- 305 صفر 1447  هـ
- 316 صفر 1447  هـ
- 17 صفر 1447  هـ
- 28 صفر 1447  هـ
- 39 صفر 1447  هـ
- 410 صفر 1447  هـ
- 511 صفر 1447  هـ
- 612 صفر 1447  هـ
- 713 صفر 1447  هـ
- 814 صفر 1447  هـ
- 915 صفر 1447  هـ
- 1016 صفر 1447  هـ
- 1117 صفر 1447  هـ
- 1218 صفر 1447  هـ
- 1319 صفر 1447  هـ
- 1420 صفر 1447  هـ
- 1521 صفر 1447  هـ
- 1622 صفر 1447  هـ
- 1723 صفر 1447  هـ
- 1824 صفر 1447  هـ
- 1925 صفر 1447  هـ
- 2026 صفر 1447  هـ
- 2127 صفر 1447  هـ
- 2228 صفر 1447  هـ
- 2329 صفر 1447  هـ
- 241 ربيع الأول 1447  هـ
- 252 ربيع الأول 1447  هـ
- 263 ربيع الأول 1447  هـ
- 274 ربيع الأول 1447  هـ
- 285 ربيع الأول 1447  هـ
- 296 ربيع الأول 1447  هـ
- 307 ربيع الأول 1447  هـ
- 318 ربيع الأول 1447  هـ
- 19 ربيع الأول 1447  هـ
- 210 ربيع الأول 1447  هـ
- 311 ربيع الأول 1447  هـ
- 412 ربيع الأول 1447  هـ
- 513 ربيع الأول 1447  هـ

1 أغسطس أو 1 آب أو يوم 1 \ 8 (اليوم الأول من الشهر الثامن) هو اليوم الثالث عشر بعد المئتين (213) من السنوات البسيطة، أو اليوم الرابع عشر بعد المئتين (214) من السنوات الكبيسة وفقًا للتقويم الميلادي الغربي (الغريغوري). يبقى بعده 152 يوما لانتهاء السنة.

## أحداث
- 1498 - كريستوفر كولومبوس يكتشف فنزويلا.
- 1619 - وصول الفوج الأول من العبيد الأفارقة إلى ولاية فرجينيا.
- 1774 - اكتشاف عنصر الأكسجين.
- 1790 - إجراء أول تعداد للسكان في الولايات المتحدة، وكان تعداد السكان آنذاك 4 ملايين مواطن للولايات الثلاث عشرة.
- 1834 - صدور أول طابع بريدي في البرازيل.
- 1876 - كولورادو تصبح الولاية الثامنة والثلاثين من ولايات الولايات المتحدة.
- 1902 - الولايات المتحدة تشتري حقوق قناة بنما من فرنسا.
- 1914 - ألمانيا تعلن الحرب على روسيا في الحرب العالمية الأولى.
- 1920 - تأسيس الحزب الشيوعي البريطاني.
- 1933 - القيام بأول رحلة لشركة طيران وطنية مصرية بين مدينتي القاهرة والإسكندرية.
- 1943 - استقلال بورما وإعلان انضمامها لقوات الحلفاء في الحرب العالمية الثانية.
- 1945 - تأسيس الجيش اللبناني والجيش السوري.
- 1967 - إسرائيل تحتل القدس الشرقية.
- 1981 - بدأ بث محطة MTV الموسيقية.
- 2005 - الأمير عبد الله بن عبد العزيز آل سعود يصبح ملكًا لـ السعودية بعد وفاة الملك فهد بن عبد العزيز آل سعود.
- 2013 - منح إدوارد سنودن لجوءًا سياسيًا مؤقتًا لمدة عام في روسيا.
- 2014 - جيش الاحتلال الإسرائيلي يرتكب مجزرة في رفح، أسفرت عن قتل 140 فلسطينيًا وجرح 1000 آخرين.
- 2017 - عائلة البرمجيّ السوري الفلسطيني باسل خرطبيل تؤكد إعدامه على يد السُلطات السوريَّة سنة 2015 بعد أن انقطعت أخباره مُنذ أن نُقل من سجن عدرا آنذاك.
- 2018 - منح ميدالية فيلدز في الرياضيات لعام 2018 لكل من كوجر بيركار وأليسيو فيجالي وبيتر شولز وأكشاي فينكاتيش.
- 2023 - الرئيس التونسي قيس سعيد ينهي مهام رئيسة الحكومة نجلاء بودن ويعين أحمد الحشاني رئيسًا للوزراء.

## مواليد
- 10 قبل الميلاد - كلوديوس، إمبراطور روماني.
- 1643 - أحمد الثاني، سلطان عثماني.
- 1744 - جان باتيست لامارك، عالم أحياء فرنسي.
- 1819 - هرمان ملفيل، روائي أمريكي.
- 1863 - غاستون دومرغ، رئيس فرنسا.
- 1885 - جورج هيفيشي، عالم كيمياء هنغاري حاصل على جائزة نوبل في الكيمياء عام 1943.
- 1893 - ألكسندر الأول، ملك يوناني.
- 1895 - غابور أندريانسكي، عالم نبات ومستكشف مجري.
- 1924 -
  - عبد الله بن عبد العزيز آل سعود الملك السادس للمملكة العربية السعودية.
  - جورج تشارباك، عالم فيزياء فرنسي بولندي حاصل على جائزة نوبل في الفيزياء عام 1992.
- 1930 -
  - بيار بورديو، عالم اجتماع فرنسي.
  - محمد الشويحي، ممثل مصري.
- 1932 - مائير كاهانا، حاخام إسرائيلي ومؤسس «حركة كاخ» المتطرفة
- 1936 - إيف سان لوران، مصمم أزياء فرنسي.
- 1941 - كاتسنوسكي هوري، مؤدي أصوات ياباني.
- 1944 - جاسم النبهان، ممثل كويتي.
- 1945 -
  - دوغلاس أوشيروف، عالم فيزياء أمريكي حاصل على جائزة نوبل في الفيزياء عام 1996.
  - السعيد شنقريحة ، عسكري جزائري و مشارك في حرب 1967 و أكتوبر 1973.
- 1948 - عبد المالك سلال، سياسي جزائري.
- 1949 - قربان بيك باقايف، رئيس قرغيزستان.
- 1952 - زوران جينجيتش، رئيس وزراء صربيا.
- 1970 - ديفيد جيمس، لاعب كرة قدم إنجليزي.
- 1973 -
  - فهد الغشيان، لاعب كرة قدم سعودي.
  - إدواردو نوريغا، ممثل إسباني.
- 1976 - نوانكو كانو، لاعب كرة قدم نيجيري.
- 1977 - نادين فلاح، مذيعة لبنانية.
- 1979 -
  - جونيور أغوغو، لاعب كرة قدم غاني.
  - جايسون موموا، ممثل أمريكي.
- 1980 - مانسيني، لاعب كرة قدم برازيلي.
- 1981 - ستيفن هنت، لاعب كرة قدم أيرلندي.
- 1983 -
  - عمر مصطفى متولي، ممثل مصري.
  - محمود نصر، ممثل سوري.
- 1984 -
  - باستيان شفاينشتايغر، لاعب كرة قدم ألماني.
  - شيماء رعد، ممثلة عراقية.
- 1985 - ماريا، مغنية لبنانية.
- 1986 - أندرو تايلور، لاعب كرة قدم إنجليزي.
- 1989 - سلمان الفرج، لاعب كرة قدم سعودي.
- 1990 - جاك أوكونيل، ممثل إنجليزي.
- 2002 - تشاغلا شيمشك، ممثلة تركية.

## وفيات
- 30 قبل الميلاد - ماركوس أنطونيوس، عسكري روماني.
- 527 - جستين الأول، إمبراطور الإمبراطورية البيزنطية.
- 1137 - لويس السادس، ملك فرنسي.
- 1464 - كوزيمو دي ميديشي، حاكم فلورنسي.
- 1714 - الملكة آن، ملكة بريطانية.
- 1858 - حسين الدجاني، فقيه حنفي ولغوي وشاعر عثماني فلسطيني.
- 1944 - مانويل كويزون، رئيس فلبيني.
- 1949 - إبراهيم المازني، أديب مصري.
- 1958 - محمد جميل الشطي، عالم مسلم وقاضي وصوفي وشاعر سوري.
- 1967 - ريشارد كون، عالم كيمياء حيوية ألماني حاصل على جائزة نوبل في الكيمياء عام 1938.
- 1969
  - يوسف السودا، سياسي ودبلوماسي وأديب وصحفي لبناني.
  - يوسف شخت، مستشرق ألماني.
- 1970 - أوتو فاربورغ، طبيب ألماني حاصل على جائزة نوبل في الطب عام 1931.
- 1973 - مرتضى الوهاب، شاعر عراقي.
- 1990 - نوربير إلياس، عالم اجتماع ألماني.
- 1991 - يوسف إدريس، كاتب مصري.
- 1996 - تاديوش رايخشتاين، عالم كيمياء سويسري حاصل على جائزة نوبل في الطب عام 1950.
- 2003 - غوي ثيس، لاعب ومدرب كرة قدم بلجيكي.
- 2004 - فيليب أبيلسون، عالم فيزياء أمريكي.
- 2005 -
  - فهد بن عبد العزيز آل سعود، ملك المملكة العربية السعودية الخامس.
  - أحمد توفيق، مخرج وممثل مصري.
- 2008 - هركيشن سينغ سورجيت، سياسي هندي.
- 2009 - كورازون أكينو، رئيسة فلبينية.
- 2010 - لوليتا ليبرون، ثائرة وناشطة قومية بورتوريكية.
- 2012 - ألدو مالديرا، لاعب كرة قدم إيطالي.
- 2014 - سعيد صالح، ممثل مصري.

## أعياد ومناسبات
- اليوم الوطني في سويسرا.
- اليوم الوطني في بنين.
- عيد الجيش في لبنان.
- عيد الجيش في سوريا.
- عيد القوات المسلحة في أنغولا.

## وصلات خارجية
- وكالة الأنباء القطريَّة: حدث في مثل هذا اليوم.
- النيويورك تايمز: حدث في مثل هذا اليوم.
- BBC: حدث في مثل هذا اليوم.